# Tomáš Koubek
Tomáš Koubek (Hradec Králové, 26 de agosto de 1992) é um futebolista profissional checo que atua como goleiro. Atualmente joga pelo Augsburg.
Koubek fez parte do elenco da Seleção Tcheca de Futebol da Eurocopa de 2016.

## Títulos
- Copa da França: 2018–19